# أوشان نتليليت (آيت إسافن)
أوشان نتليليت هو دُوَّار يقع بجماعة آيت إيسافن، إقليم تيزنيت، جهة سوس ماسة في المملكة المغربية. ينتمي الدوّار لمشيخة آيت إسافن التي تضم 68 دوار. يقدر عدد سكانه بـ 122 نسمة حسب الإحصاء الرسمي للسكان والسكنى لسنة 2004.

## روابط خارجية
- البوابة الوطنية للجماعات الترابية
- المندوبية السامية للتخطيط